# Effet antabuse
L'effet antabuse, ou syndrome antabuse, se caractérise par différents symptômes : rougissements, bouffée vasomotrice, vasodilatation, céphalée (pulsatile), nausée, vomissement, tachycardie, dyspnée, hyper-sudation, vertige, étourdissement, vision floue, malaise, lipothymie, modification de l'électrocardiogramme, douleur thoracique, confusion mentale et ataxie.
« Antabuse » est le nom commercial américain du disulfirame. Il est commercialisé dans les pays francophones sous le nom d'Antabus.

## Causes
Il est provoqué par l'absorption concomitante d'alcool et de certaines substances médicamenteuses, en particulier le disulfirame et le métronidazole.
La consommation de certaines espèces de coprins (notamment le coprin noir d'encre) peut également provoquer l'effet Antabuse.

## Utilisation
Cet effet peut être recherché dans le cadre du traitement de l'alcoolisme chronique, afin d'associer une sensation de dégoût à l'absorption d'alcool.

## Fonctionnement biochimique
Physiologiquement, l'éthanol est transformé in vivo en éthanal (acétaldéhyde), à son tour transformé en acide acétique. La substance provoquant l'effet antabuse agit sur le foie pour empêcher la conversion de l'acétaldéhyde en acide acétique par l'aldéhyde déshydrogénase (ALDH). Il y a alors une accumulation d'acétaldéhyde, toxique pour l'organisme.